# Werner Günther Müller
Werner Günther Müller (* 3. November 1965 in Wien) ist österreichischer Statistiker und Hochschullehrer. Er ist Professor für Sozial- und Wirtschaftsstatistik an der Johannes Kepler Universität (JKU) Linz und Vorstand des dortigen Instituts für Angewandte Statistik. 

## Leben
Nach Ablegung der Reifeprüfung am BG Schwechat 1983 studierte Werner G. Müller Sozial- und Wirtschaftsstatistik an der Universität Wien. 1991 promovierte er an der Uni Wien, 1998 habilitierte er sich für das Fach Statistik an der Wirtschaftsuniversität Wien. Während seiner Studien- und Habilitationszeit war er am International Institute for Applied Systems Analysis, Laxenburg, am Institut für Statistik der Universität Wien, am Institut für Höhere Studien, Wien, als Visiting Assistant Professor in Iowa City, USA, sowie zuletzt als Universitätsassistent an der Wirtschaftsuniversität Wien tätig. Von 1998 bis 2005 war er außerordentlicher Universitätsprofessor am Institut für Statistik und Mathematik der WU Wien, von 2004 bis 2005 dort stellvertretender Institutsvorstand, dazwischen vertrat er eine Professur an der Universität Wien. 
Seit 2006 ist er Universitätsprofessor für Sozial- und Wirtschaftsstatistik am Institut für Angewandte Statistik der JKU. Dort leitet er die Abteilung für Datengewinnung und Datenqualität und war bis 2011 Vorsitzender der Studienkommission Statistik. Seit 2004 ist er elected member des International Statistical Institute, seit 2007 im Council der International Society for Business and Industry Statistics und seit 2009 stellvertretender Präsident der Österreichischen Statistischen Gesellschaft.  Er verbrachte mehrwöchige Lehr- und Forschungsaufenthalte in Moskau, St. Petersburg, Stockholm, Philadelphia, Salamanca und Nizza/Sophia-Antipolis.

## Arbeits- und Forschungsschwerpunkte
- Versuchsplanung (insbesondere für korrelierte Prozesse)
- Räumliche Statistik (insbesondere diagnostische Techniken)
- in der Lehre mathematische und angewandte Statistik für Statistiker und Ökonometrie für Statistiker und Wirtschaftswissenschafter
- Consulting für verschiedene in- und ausländische Institutionen und Unternehmen (z. B. Quotenprognosen für den Restitutionsfonds der Republik Österreich oder Stahlpreisprognosen für die voestalpine AG)

## Preise
- Fulbright Commission Mutual Education Exchange Grant
- Senator-Wilhelm-Wilfling-Förderungspreis
- WU-Best Paper Award 2003